# District de Keiyo
Le district de Keiyo (aussi connu sous les noms de Elgeyo ou de Elgeiyo) était un district de la province de la vallée du Rift au Kenya. Il fut créé en 1994 par division de l'ancien district d'Elgeyo-Marakwet, l'autre partie devenant le district de Marakwet. Son chef-lieu était Iten.
En 2009, il fut, lui aussi, divisé en deux pour former les districts de Keiyo North et de Keiyo South.
Depuis 2010, uni avec l'ancien district de Marakwet, ces deux districts constituent le comté d'Elgeyo-Marakwet, un des 47 comtés du Kenya créés par la nouvelle Constitution.
Des coureurs de fond comme Saif Saaeed Shaheen, Janeth Jepkosgei Busienei, Florence Kiplagat ou Bernard Kiprop Kipyego en sont originaires.